# Astracantha arnacantha
Astracantha arnacantha är en ärtväxtart som först beskrevs av Friedrich August Marschall von Bieberstein, och fick sitt nu gällande namn av Dieter Podlech. Astracantha arnacantha ingår i släktet Astracantha och familjen ärtväxter.

## Underarter
Arten delas in i följande underarter:
- A. a. aitosensis
- A. a. arnacantha